# Metano
O metano é um gás incolor, sua molécula é tetraédrica e apolar (
CH4), de pouca solubilidade na água e, quando adicionado ao ar se transforma em mistura de alto teor inflamável. É o mais simples dos hidrocarbonetos.

## Reações do metano

### Combustão
Na combustão do metano, diversas etapas são envolvidas.
Metano forma um radical metila (CH3), que reage com o formaldeído (HCHO ou H2CO). O formaldeído reage para formar o radical (HCO), que então forma o monóxido de carbono (CO). O processo é chamado pirólise:
CH4 + O2 → CO + H2 + H2O
Seguindo a pirólise oxidativa, o H2 oxida, formando H2O, reabastecendo a espécie ativa, e liberando calor. Isto acontece muito rapidamente, geralmente em menos de um milissegundo.
H2 + ½ O2 → H2O
Finalmente, o CO oxida-se, formando CO2 e liberando mais calor. Este processo é geralmente mais lento que o outro processo químico e precisa de alguns poucos milissegundos para acontecer.
CO + ½ O2 → CO2
A combustão completa do metano é altamente exotérmica e libera 280,4 mil calorias por mol queimado:
CH4 + 2 O2 → CO2 + 2 H2O + 208 400 calorias
A combustão, quando incompleta, com limitada quantidade de ar, produz carvão finamente dividido, de alta pureza (a matéria-prima é um gás, facilmente isento de impurezas), usado na produção de eletrodos, na vulcanização de borracha, como pigmento, como para a imprensa e e preparação de tintas cinzas e roxas.

### Ativação de hidrogênio
A força da ligação covalente do carbono-hidrogênio no metano está entre as mais fracas de todos os hidrocarbonetos, e por isso, seu uso como matéria-prima química é limitado. A procura por catalisadores que possam facilitar a ativação da ligação C-H no metano e outros alcanos leves é uma área de pesquisa com importância industrial considerável.

## Metano fora da Terra
Metano tem sido detectado ou acredita-se na sua existência em diversos locais do sistema solar. Acredita-se que tenham sido criados por processos abióticos, com a possível exceção de Marte
- Júpiter
- Marte
- Saturno
  - Iapetus
  - Titã
- Netuno
  - Tritão
- Urano
  - Ariel
  - Miranda
  - Oberon
  - Titânia
  - Umbriel
- Cometa Halley
- Cometa Hyakutake

Traços de metano são presentes na fina atmosfera da lua terrestre.
Metano também é encontrado em nuvens interestelares.

## Metano na Terra
O metano na Terra é um gás primordial de altíssima estabilidade termodinâmica, tipicamente encontrado na terra, em depósitos de hidrocarbonetos (petróleo), em hidratos de gás abaixo do fundo marinho ou sob áreas de geleiras, nas emissões de vulcões de lama, neste último caso, por vezes acompanhado de hélio, nitrogênio, betume e salmouras ricas em iodo e bromo. O entendimento do metano praticamente explica todo o ciclo geoquímico do carbono na Terra. Acredita-se que vastas quantidades de metano estejam presentes no interior da Terra (manto). A migração até níveis menos profundos ou na superfície é dado através de grandes estruturas geológicas (falhas), sobretudo nos limites de placas tectônicas. Por vezes o metano primordial é acompanhado de hélio e ou nitrogênio. Nas áreas vulcânicas o metano reage com o oxigênio formando o dióxido de carbono que é expelido pelos vulcões.
É considerado o terceiro gás que provoca efeito estufa (depois do dióxido de carbono e vapor d'água). Ele possui um menor tempo de residência na atmosfera, quando comparado com o CO2. No entanto, possui um potencial de aquecimento 60 vezes maior. Além da alta capacidade de absorção radiação infravermelha (calor), o metano gera outros gases do efeito estufa - CO2 e O3 troposférico e vapor de água estratosférico (CICERONE e OREMLAND,1988;DUXBURY et al.,1993;KHALIL e RASMUSSEN,1995). Se houvesse na atmosfera quantidades iguais de metano e de dióxido de carbono o planeta seria inabitável. O metano é às vezes chamado de gás dos pântanos, por ser um subproduto da deterioração. É também chamado de gás natural, porque exsuda das paredes das minas de carvão e pode ser coletado como combustível fóssil.
A concentração de metano está aumentando à razão aproximada de 1% ao ano – duas vezes mais depressa que a do dióxido de carbono. Seu nível atual já é cerca de 1,7 partes por milhão, o que representa mais do que o dobro do nível pré-industrial.
O metano pode ser produzido por processos biogênicos e abiogênicos:
Os processos biogênicos são resultado das reações químicas realizadas por bactérias estritamente anaeróbicas (Archaebacteria) durante a decomposição de matéria orgânica. Estas bactérias são denominadas metagênicas (família Methylococcacea). Elas obtêm energia pela redução hidrogenada do dióxido de carbono, acetato, formato, metanol, CO etc. Podem viver em ambientes extremos com alta temperatura, hipersalinidade e extremos de pH. Contudo, estas bactérias só produzem metano em ambiente anóxico. Os processos abiogênicos são aqueles decorrentes da combustão de material orgânico, especialmente combustíveis fósseis.
É o principal constituinte do biogás, pois pode ser produzido pela digestão anaeróbica de matéria orgânica, como lixo e esgoto, através de micro-organismos chamados archaea. É também o principal constituinte do gás natural, sendo este de origem em matéria orgânica decomposta em eras remotas, quando da formação de petróleo e carvão mineral.
O metano ingressa na atmosfera a um índice anual superior a 500 milhões de toneladas; até a era moderna, era eliminado da atmosfera com igual rapidez, de modo que a quantidade não se alterava. Não se sabe por que seu aumento é hoje tão rápido. O gás parece estar vindo de ambas às extremidades da cadeia alimentar. Numa das extremidades, é emitida pelos seres humanos; na outra por bactérias anaeróbias. Nós, seres humanos, lançamos metano no ar sobretudo pela mineração de bolsas de gás natural e pela queima de petróleo; as bactérias lançam metano no ar por decomporem folhas caídas, o humo e outros detritos orgânicos de pântanos, charcos e arrozais.
Cerca de 85% de todo o metano removido da atmosfera é devido reação com hidroxila presente na troposfera - 540 Tg ano-1. Existe ainda um consumo adicional de metano pela oxidação realizada por bactérias aeróbicas em solos secos - 5 a 58 Tg ano-1 (DORR et al.,1993). As bactérias que oxidam metano são denominadas de metanotróficas (família Methylococcacea). Elas obtêm energia e carbono da oxidação de CH4 durante a decomposição de matéria orgânica. As bactérias que oxidam amônia (família Nitrobacteraceae) também podem oxidar metano, entretanto, são incapazes de se desenvolver apenas com a oxidação de metano. As bactérias metanotróficas requerem unicamente CH4 para se desenvolver. Embora o sumidouro no solo seja relativamente pequeno, sua ausência poderia causar um aumento na concentração de CH4 de aproximadamente 1.5 maior do que a taxa atual (DUXBURE, 1994). De acordo com Thompson et al. (1992), podemos reduzir em 25% o aumento da temperatura global se as emissões de metano forem estabilizadas.
No fundo dos oceanos, sob altas pressões, o metano forma um clatrato sólido com a água. Uma quantidade desconhecida, mas provavelmente enorme de metano está presa no sedimento marinho nesta forma. A liberação deste metano do sedimento é sugerido como possível causa de aquecimento global em eras antigas na Terra, como há 55 milhões de anos, no período Paleoceno-Eoceno.
É possível que as maiores extinções de vida ocorridas na história da terra seja devido ao incremento de metano na atmosfera devido a processos geológicos ou impactos de meteoritos que poderiam desestabilizar hidratos de gás dos oceanos.
Bactérias que vivem no interior da terra ou ainda junto ao fundo do mar alimentam-se de metano, criando espetaculares ecossistemas, com formas de vida bizarras e ainda muito pouco estudadas, como as comunidades quimiossintéticas e corais de águas profundas. O metano interage com rochas argilosas ricas em matéria orgânica e produz menores contribuições para a formação local de petróleo devido a produção de biomarcadores e hidrocarbonetos insaturados (alcenos). Também interage com turfas formando depósitos de carvão, trazendo de profundidades metais como vanádio, cromo, níquel, selênio, mercúrio, arsênio, cádmio, urânio e outros metais tóxicos.
O metano pode polimerizar no interior da terra, através de reações Fischer-Tropsch, formando hidrocarbonetos líquidos (petróleo) com serpentinização de peridotitos do manto que produz hidrogênio, na presença de metais catalisadores como níquel, ferro, etc. O metano reage com oxigênio e cálcio formando cimentos carbonáticos em reservatórios de petróleo. Deslocamentos de grandes quantidades de metano no interior da terra podem ser causa de grandes terremotos. O escape repentino de metano também pode ser causa de certos acidentes aéreos, como salientado pelo astrofísico e astrônomo Thomas Gold.

## Emissões de metano
Houwweling et al. (1999) mostra valores de emissão (Tg/a = teragrama por ano).
Um pouco mais da metade das emissões são devidas à atividades humanas.
| Origem                                             | Emissão de CH4    | Emissão de CH4    | Emissão de CH4    |
| Origem                                             | Massa (Tg/a)      | Tipo (%/a)        | Total (%/a)       |
| Emissões Naturais                                  | Emissões Naturais | Emissões Naturais | Emissões Naturais |
| -------------------------------------------------- | ----------------- | ----------------- | ----------------- |
| Zonas úmidas (incluindo cultivo de arroz irrigado) | 225               | 83                | 37                |
| Térmitas                                           | 20                | 7                 | 3                 |
| Oceano                                             | 15                | 6                 | 3                 |
| Hidratos                                           | 10                | 4                 | 2                 |
| Natural Total                                      | 270               | 100               | 45                |
| Emissões Antropogênicas                            |                   |                   |                   |
| Energia                                            | 110               | 33                | 18                |
| Aterros                                            | 40                | 12                | 7                 |
| Ruminantes                                         | 115               | 35                | 19                |
| Tratamento de lixo                                 | 25                | 8                 | 4                 |
| Biomassa queimada                                  | 40                | 12                | 7                 |
| Antropogênico Total                                | 330               | 100               | 55                |
| Sumidouros                                         |                   |                   |                   |
| Solos                                              | -30               | -5                | -5                |
| Troposférica Hidroxila                             | -510              | -88               | -85               |
| Perda Estratosférica                               | -40               | -7                | -7                |
| Total de sequestro                                 | -580              | -100              | -97               |
| Emissões + sequestro                               |                   |                   |                   |
| Balanço                                            | +20               | ~2.78 Tg/ppb      | +7.19 ppb/a       |

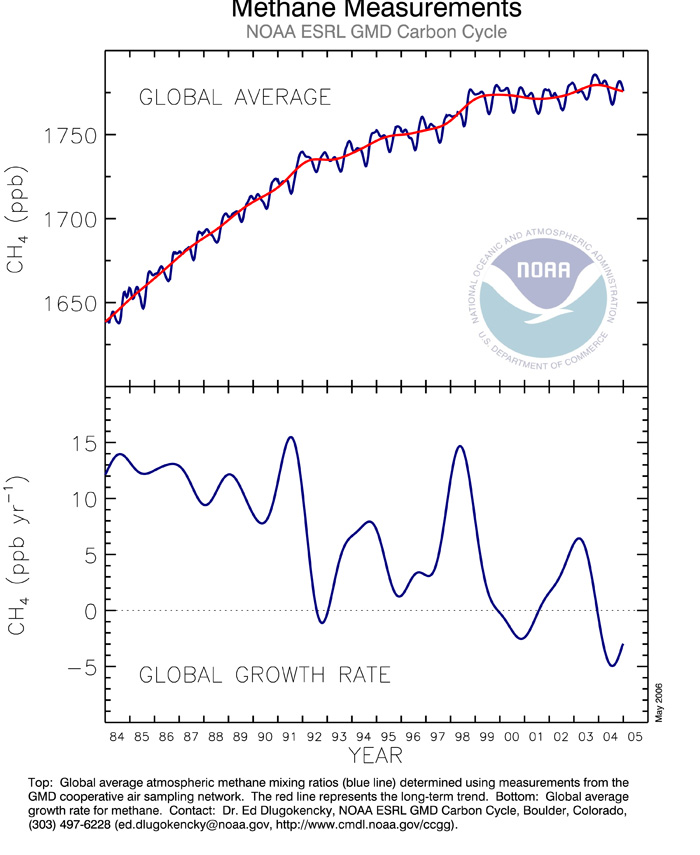
Global average methane concentrations from measurement (NOAA)

Plantas vivas (e.g. florestas) tem sido recentemente identificadas como uma importante fonte potencial de metano. Um artigo de 2006 calculou uma emissão de 62-236 Tg/a, e "essa recente fonte identificada pode ter importantes implicações". No entanto os autores enfatizam "nossos resultados são preliminares relação ao potencial da emissão de metano". Essas observações têm sido ditas em relação ao artigo de 2007 que encontrou "não existe evidencia de uma substancial emissão aeróbica de metano por plantas terrestres, no máximo 0,3% das previsões dos valores publicados".
Medidas atmosféricas de metano, de longa duração, realizadas pela NOAA (National Oceanic and Atmospheric Administration - Administração Oceânica e Atmosférica Nacional) mostrado que o incremento de metano na atmosfera tem diminuído drasticamente na última década, depois de quase triplicar por causa desde tempo pré-industrial. Esta redução na taxa de incremento é devido a redução das emissões industriais e a diminuição de áreas alagadas.

## Histórico
O metano foi primeiro identificado por Alessandro Volta em 1788 nos pântanos da Itália.